# مارک سورین
مارک سورین (لهستانی: Marek Seweryn؛ زادهٔ ۱۷ اکتبر ۱۹۵۷) وزنه‌بردار اهل لهستان بود.